# Karl Georg Lebrecht (Anhalt-Köthen)

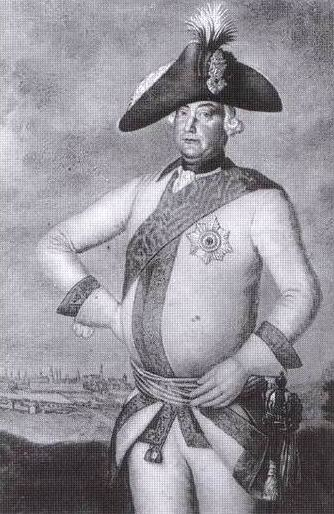
Fürst Karl Georg Lebrecht von Anhalt-Köthen

Karl Georg Lebrecht von Anhalt-Köthen (* 15. August 1730 in Köthen; † 17. Oktober 1789 in Semlin) aus dem Geschlecht der Askanier war ein Fürst von Anhalt-Köthen und kaiserlicher Feldmarschallleutnant.

## Leben
Karl Georg Lebrecht war ein Sohn des Fürsten August Ludwig von Anhalt-Köthen (1697–1755) aus dessen zweiter Ehe mit Emilie (1708–1732), Tochter des Grafen Erdmann II. von Promnitz. Karl folgte seinem Vater 1755 als Fürst von Anhalt-Köthen, das am Anfang seiner Regierungszeit erheblich unter den Folgen des Siebenjährigen Krieges zu leiden hatte. Am Ende des Krieges versuchte Karl das Land durch Belebung von Ackerbau und Viehzucht und vermehrter Neuansiedlung durch Steuererleichterung wieder wirtschaftlich zu beleben. Karl zeichnete sich dabei durch religiöse Toleranz und Förderung von Schulen aus. Ab 1765 war er Senior des anhaltischen Hauses.
Von 1750 bis 1751 stand er als Rittmeister der Leibgarde zu Pferde zunächst in dänischen Diensten und wurde ab 18. November 1751, auf Wunsch des Vaters, als Rittmeister und Kompaniechef beim Leibkürassierregiment Nr. 3 der Preußischen Armee angestellt. Karl nahm am Bayerischen Erbfolgekrieg teil, wo er es 1779 zum Generalmajor brachte. 1780 erfolgte seine Erhebung zum Ritter des Schwarzen Adler-Ordens. Nachdem er 1787 am Feldzug in Holland teilgenommen hatte, wurde er 1788 zum Generalleutnant ernannt. Karl nahm Anfang 1789 seinen Abschied aus dem preußischen Dienst, da König Friedrich Wilhelm II. ihm den Wunsch nach einem Kavallerieregiment nicht erfüllen konnte. Im Mai 1789 wurde er daraufhin Kaiserlich-Königlicher Feldmarschallleutnant und nahm als solcher an den Türkenkriegen teil. Dort erlag der Fürst 1789 bei Semlin in der Nähe von Belgrad einem Fieber und wurde in Semlin beigesetzt.
Sein Sohn August Christian übernahm die Regierung.

## Nachkommen
Karl Georg Lebrecht vermählte sich am 26. Juli 1763 in Glücksburg mit Luise (1749–1812), der Tochter des Herzogs Friedrich zu Holstein-Sonderburg-Glücksburg. Mit ihr hatte er folgende Kinder:
- Karoline (1767–1768)
- August (1769–1812), Herzog von Anhalt-Köthen

⚭ 1792 (gesch. 1803) Prinzessin Friederike von Nassau-Usingen (1777–1821)
- Karl Wilhelm (1771; † 8. November 1793), starb an seinen Verletzungen im Gefecht bei Obrechies in den Niederlanden, Schlacht bei Wattignies
- Luise (1772–1775)
- Ludwig (1778–1802)

⚭ 1800 Luise von Hessen und bei Rhein (1779–1811) Tochter von Ludwig I. (Hessen-Darmstadt)
- Friederike (1780–1781)